# Municipalità locale di Prince Albert
Prince Albert è una municipalità locale (in inglese Prince Albert Local Municipality) appartenente alla municipalità distrettuale di Central Karoo  della  provincia del Capo Occidentale in Sudafrica. 
In base al censimento del 2001 la sua popolazione è di 10.513 abitanti.
La sede amministrativa e legislativa è la città di Prince Albert e il suo territorio si estende su una superficie di 8.152 km² e non è suddiviso in nessuna circoscrizione elettorali (wards). Il suo codice di distretto è WC052.

## Geografia fisica

### Confini
La municipalità locale di Prince Albert confina a nord con quella di Beaufort West, a est con il District Management Areas ECDMA10, a sud con quelle di Oudtshoorn, Kannaland (Eden) e con il District Management Areas WCDMA04 e a ovest con quella di Laingsburg.

### Città e comuni
- Klaarstroom
- Kommandokraal
- Kruidfontein
- Leeu-Gamka
- Prince Albert
- Seekoegat

### Fiumi
- Aaps
- Bad
- Bloukloofleegte
- Boesmansfontein
- Doring
- Gedenksteen se Leegte
- Leeu
- Kat
- Koekemoers
- Kouka
- Kwee kleegte
- Perdevlei
- Rondawel
- Saai
- Sand
- Tierbergs
- Traka
- Waterkloof
- Wilgerfontein

### Dighe
- Gamkapoortdam
- Leeu-Gamka Dam
- Oukloof Dam
- Veldmans